# 秦瀛
秦瀛（1743年—1821年），字凌沧，一字小岘，号遂庵。江苏无锡人。

## 生平
乾隆三十九年（1774年）举人，乾隆四十一年（1776年），南巡，召试山东行在，授内阁中书，充《大清一统志》纂修。歷官浙江按察使、浙江布政使。官至刑部侍郎。嘉慶十五年（1810年），以目疾归籍。重修《无锡县志》。陶澍稱其：“凡仕中外三十四年，以按察司刑部最久。事无滞刃。”道光元年（1821年）七月，卒。有《小岘山人诗文集》、《己未词科录》、《遂庵日知录》、《重订淮海公年谱》、《政余偶存》等。

## 家族
高祖父秦松齡。
有子秦缃业。

## 延伸阅读
[在维基数据编辑]
 《清史稿·卷354》，出自趙爾巽《清史稿》